# مورا بوش
مورا بوش (بالإنجليزية: Maura Bosch)‏ هي ملحنة أمريكية، ولدت في 1958.

## وصلات خارجية
- مورا بوش على موقع ميوزك برينز (الإنجليزية)